# Invincible (revista em quadrinhos)
Invincible é uma revista em quadrinhos americana publicada pela Image Comics desde 2003. Criada por Robert Kirkman e Cory Walker , a série foi ilustrada por Walker durante suas sete primeiras edições e rapidamente atraiu a atenção do público e da crítica, sendo indicada ainda em 2004 ao Eisner Award de "Melhor Série Estreante".
Os primeiros números contam a história do jovem Mark Grayson, filho de um super-herói, a descoberta dos seus próprios poderes, sua interação com um mundo povoado de pessoas e superhumanos e a surpresa em descobrir que seu pai é, na verdade, um conquistador, com planos de escravizar a humanidade e a usar nas tarefas do Império de onde veio.
Ryan Ottley sucedeu Walker como desenhista, e continuou na série, escrita por Kirkman. finalizando-se na edição 144, Invincible contou com Bill Crabtree como colorista, que foi indicado ao Harvey Award de "Melhor Colorista" em 2004 por seu trabalho na série. FCO Plascencia e John Rauch sucederam Crabtree.